# Liothyrella moseleyi
Liothyrella moseleyi är en armfotingsart som först beskrevs av Davidson 1878.  Liothyrella moseleyi ingår i släktet Liothyrella och familjen Terebratulidae. Inga underarter finns listade i Catalogue of Life.